# Crassula tetragona
Crassula tetragona là một loài thực vật có hoa trong họ Crassulaceae. Loài này được L. miêu tả khoa học đầu tiên năm 1753.

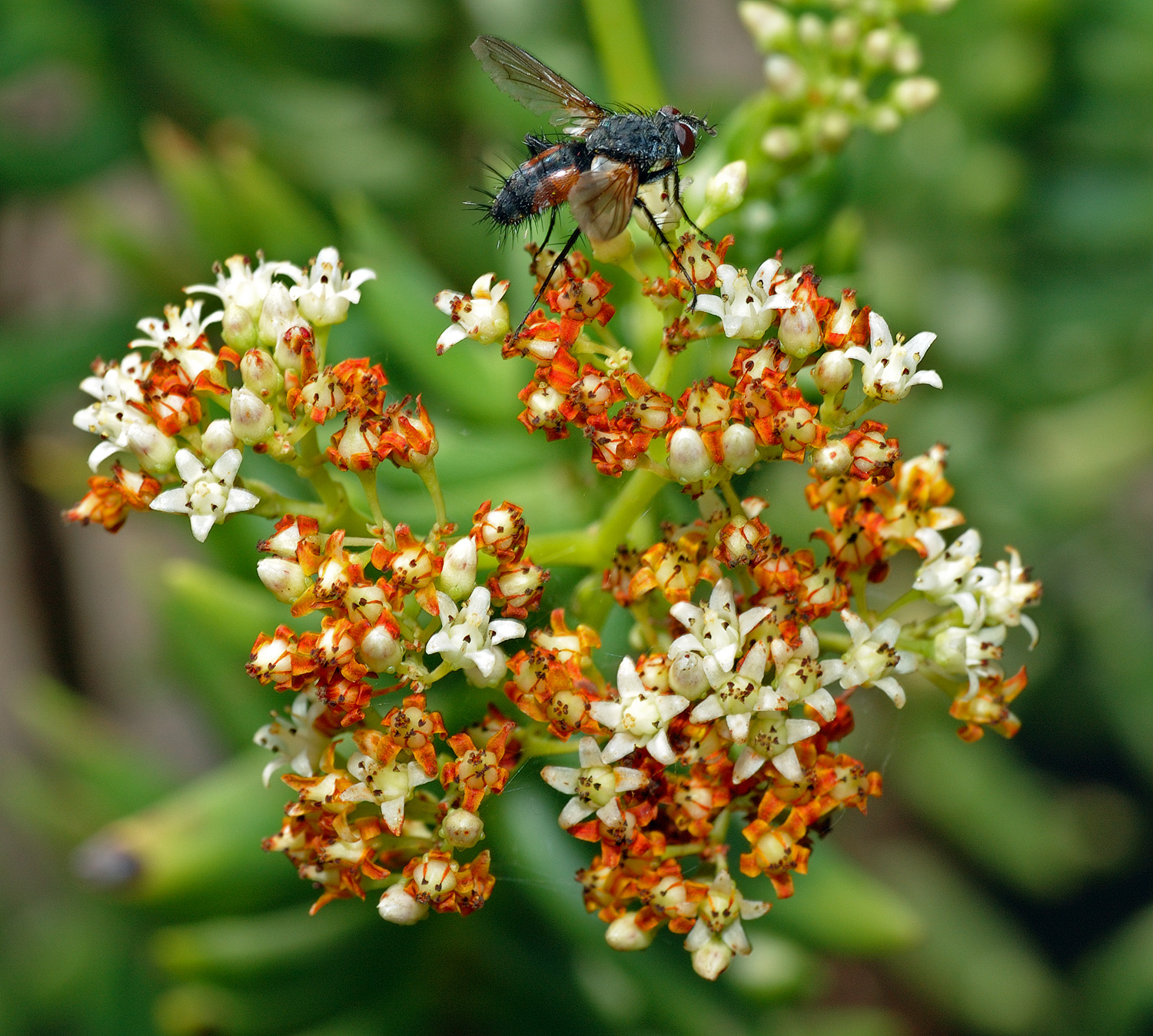
Inflorescence of Crassula tetragona subsp. robusta
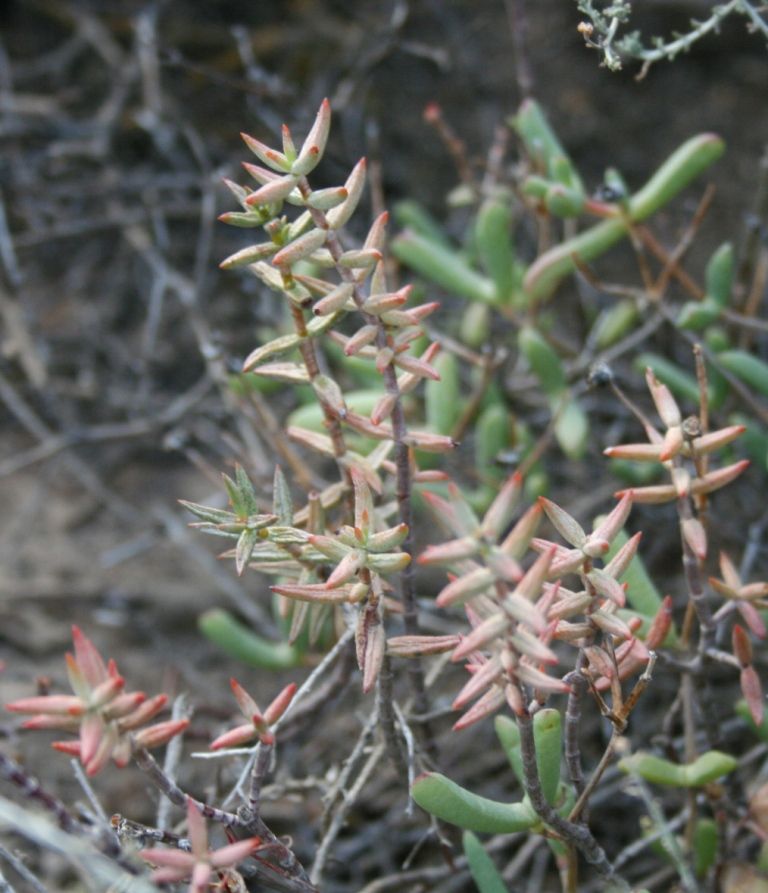
Leaf detail of Crassula tetragona subsp. lignescens, the gracile subspecies most widespread in habitat
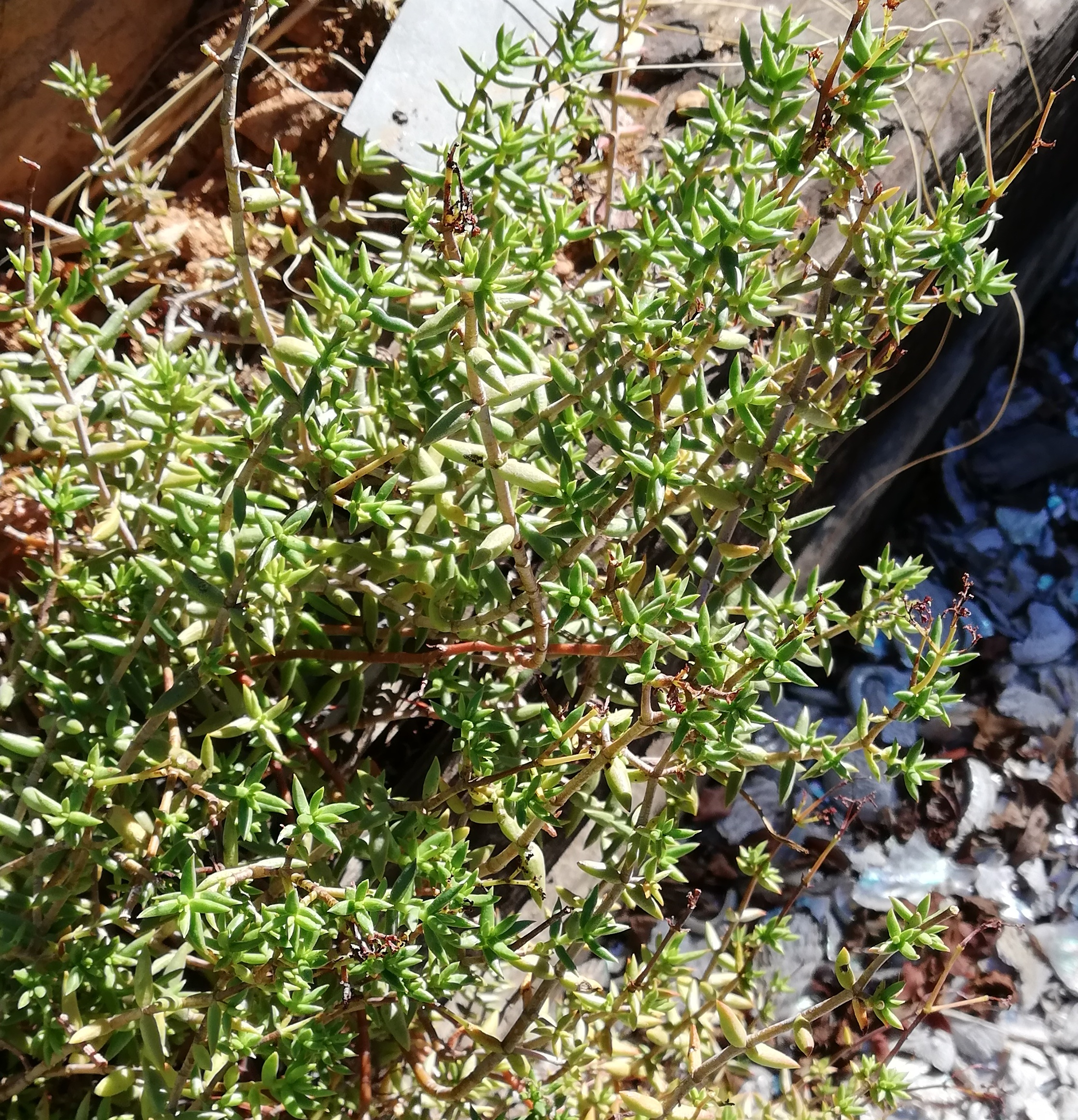
The decumbent stems of Crassula tetragona subsp. acutifolia